# تپه بلاغ (سلمان کندی)
تپه بلاغ (سلمان کندی) مربوط به دوران‌های تاریخی پس از اسلام است و در شهرستان ابهر، روستای سلمان کندی واقع شده و این اثر در تاریخ ۵ آذر ۱۳۸۰ با شمارهٔ ثبت ۴۲۴۰ به‌عنوان یکی از آثار ملی ایران به ثبت رسیده است.